# Abandon en droit des biens français
Pour les articles homonymes, voir Abandon.
Dans le droit des biens, le Code civil réglemente, d'une part, l'abandon de la qualité d'héritier en instituant la « renonciation » à succession, et d'autre part, lorsque le propriétaire d'un mur mitoyen ou celui d'un immeuble sur lequel pèse une servitude n'est plus en mesure d'en assurer l'entretien, le Code civil lui permet de se libérer de son obligation en abandonnant son droit de propriété au profit, dans le premier cas, de l'autre copropriétaire et, dans le second cas, au profit du fond qui est bénéficiaire de la servitude.
La loi tire les conséquences de l'abandon d'objets par son propriétaire entre les mains d'une tierce personne, c'est le cas notamment de l'abandon d'une automobile entre les mains d'un garagiste, de l'abandon de bagages entre les mains d'un hôtelier ou de l'abandon d'un objet remis à artisan pour réparation et que son propriétaire n'est pas venu reprendre.